# Monique de La Bruchollerie
Monique de La Bruchollerie (20 de abril de 1915, Paris- 15 de diciembre de 1972, Paris) fue una relevante pianista de música clásica francesa y luego pedagoga.

## Biografía
La Bruchollerie descendía de una familia de músicos entre los que se encontraban François-Adrien Boieldieu y André Messager. A los 7 años entró en la clase de Isidor Philipp en el Conservatorio de París donde en 1928 ganó el primer premio. Fue pupila de Alfred Cortot en París, de Emil von Sauer en Viena y de Raoul Koczalski en Berlín. 
Se consagró en 1932 en un concierto dirigido por Charles Münch que la contrató por tres años consecutivos con la Orchestre de la Société des Concerts du Conservatoire. Entre 1936 y 1938 participó en varios concursos entre ellos el Chopin de Varsovia y el de Bruselas.
Su carrera internacional tomó impulso después de la Segunda Guerra Mundial bajo directores como Sergiu Celibidache, Eugen Jochum, Herbert von Karajan, Ernest Ansermet y Jan Krenz. Sus mayores triunfos fueron en Alemania y Europa del Este y fue muy admirada por Sviatoslav Richter, Wilhelm Kempff y Emil Gilels.
Su carrera finalizó abruptamente en diciembre de 1966 debido a un accidente de auto que fracturó su cráneo, la paralizó y dejó inutilizada su mano derecha. 
Se dedicó a la enseñanza y entre sus pupilos figuraron Jean-Marc Savelli, Cyprien Katsaris y Hans Martin Ritter.
Fue la inventora del "piano curvo", proyecto apoyado por Pierre Boulez y Henri Dutilleux, que no llegó a concretarse debido a su deceso a los 56 años de edad.
Aparece en el cómic La guerra de Alan, de Emmanuel Guibert.

## Registros
- Women at the piano. An anthology of historic performances. Vol. 1 Naxos Rights International 2006, OCLC 838024441.
- Monique de la Bruchollerie. inédits 1959–1962. Paris 2006, OCLC 658705888.
- Concerto pour piano no 5, l’Empereur. in: Pianistes françaises. Ausgabe 2. Tahra, 2010, OCLC 766103531.

- Lettre de Monique de La Bruchollerie à la Société des concerts, 11 juillet 1950. Paris 1950, OCLC 494539783.
- Bernnard Gavoty: Lettres de Monique de la Bruchollerie à Bernnard Gavoty, 1957–1958. 1957, OCLC 494288317.
- Mary Marquet: Lettre autographe signée adressée à Mary Marquet par Monique de La Bruchollerie. OCLC 779651987.

## Publicaciones
- Monique de La Bruchollerie- Munzinger-2014
- La guerra de Alan, de Emmanuel Guibert. Ediciones Salamandra, España, páginas 99 y 100.